# Sigeberto III
Sigeberto III (630 circa – Metz, 1º febbraio 656) è stato un re franco della dinastia dei merovingi che regnò sulla Austrasia, dal 633 fino alla sua morte. Venne canonizzato nel 1070 col nome di San Sigeberto.

## Origini
Era l'unico figlio maschio del re dei Franchi Sali della dinastia merovingia, Dagoberto I e della sua concubina, Ragnetrude.

## Biografia
Il cronista Fredegario scrive che suo padre, Dagoberto I, nell'ottavo anno di regno, prese come amante una giovane di nome Ragnetrude, che nello stesso anno gli diede un figlio chiamato, Sigeberto.
Il padre, cedendo alle richieste di autonomia del clero e dei nobili austrasiani, nel 633, concesse loro nuovamente l'indipendenza nominando loro re il suo primogenito, Sigeberto, di circa tre anni, sotto la custodia del Maggiordomo di palazzo Pipino di Landen e del vescovo di Metz, Arnolfo di Metz e dopo la morte di quest'ultimo, del vescovo Cuniberto di Colonia.
Nel 639, alla morte del padre, i regni di Neustria e Borgogna venne ereditata dal più giovane fratellastro Clodoveo II. Clodoveo II, che aveva solo sei anni, era il figlio della seconda moglie di Dagoberto, Nantechilde che esercitò la reggenza per conto del figlio.

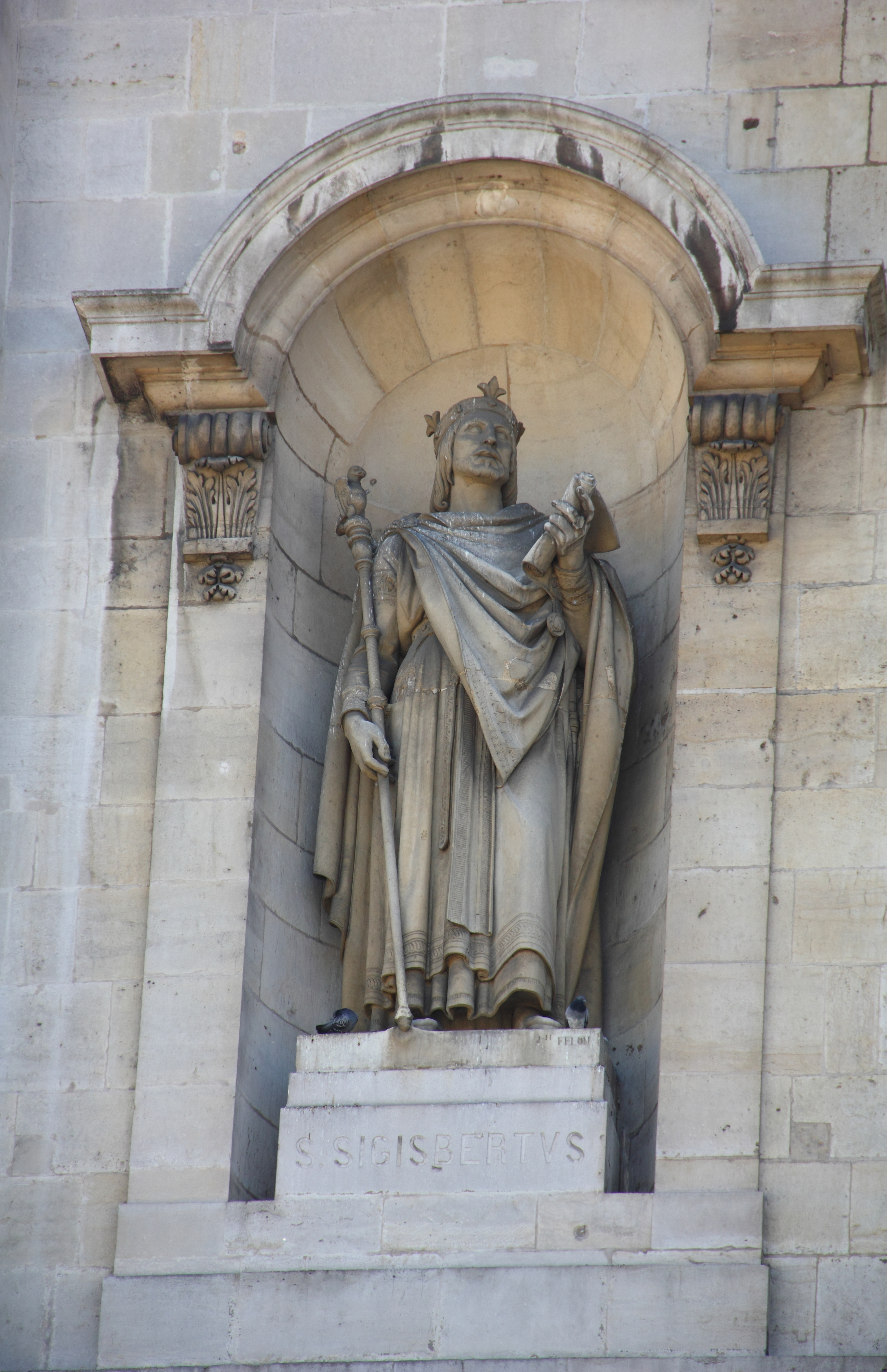
Statua di Sigeberto

Nel 640, alla morte di Pipino di Landen, nonostante Clotario II avesse riconosciuto l'ereditarietà di tale carica con l'Editto di Parigi del 614, il figlio di Pipino, Grimoaldo non venne nominato Maggiordomo di palazzo.
Nel 641 prese parte alla guerra contro il marchese Radulfo, a cui suo padre, Dagoberto I aveva affidato la difesa della Turingia, territorio di frontiera minacciato dai Sassoni, ma che si era ribellato dopo la morte di Dagoberto, nel 639, creando un ducato indipendente. In quell'occasione Sigeberto si legò profondamente a Grimoaldo che gli salvò anche la vita in battaglia e che il re nominò Maggiordomo di palazzo di Austrasia, nel 643, lasciandogli le redini dello Stato.
Non essendosi mai occupato del governo austrasiano, è considerato il primo dei Re fannulloni: si dedicò soprattutto alle opere di carità e alla fondazione di monasteri (la tradizione gliene attribuisce dodici, ma di sicuro fece costruire solo i monasteri di Cugnon, Malmedy e St. Martin di Metz). Fu in contatto con papa Martino I che chiese anche il suo sostegno nella lotta contro i monoteliti; mediante i vescovi Amando di Maastricht e Remaclo di Colonia, si adoperò anche per la diffusione e il radicamento del cristianesimo nel suo regno.
Non avendo ancora avuto eredi, Sigeberto adottò il figlio di Grimoaldo, Childeberto, e lo nominò suo erede al trono.
Poco dopo (attorno al 652) Sigeberto ebbe un figlio dalla moglie Inechilde, Dagoberto.
Sigeberto morì il 1º febbraio del 656, Grimoaldo fece tonsurare ed esiliare Dagoberto che fu inviato in un monastero scozzese, e nello stesso tempo, Grimoaldo proclamò re suo figlio, Childeberto, detto l'Adottato. Gli usurpatori vennero presto spodestati e Grimoaldo fu consegnato al sovrano di Neustria, Clodoveo II, che, lo mise in carcere a Parigi e, per aver perseguitato il suo sovrano, fu condannato a morte e fatto morire sotto tortura.
Giustiziato l'usurpatore, Clodoveo II si annetté il regno d'Austrasia, che tornò autonomo nel 676, quando venne reinsediato il figlio di Sigiberto, Dagoberto II.
Sigeberto III venne sepolto nella chiesa abbaziale di St. Martin a Metz: nel 1063, a causa di un crollo nella cripta, i suoi resti tornarono alla luce e iniziò ad essere venerato come santo (il culto venne riconosciuto nel 1070); le sue reliquie vennero poi traslate a Nancy e nel 1742 venne proclamato patrono del ducato di Lorena (i duchi si ritenevano suoi discendenti). Le sue reliquie vennero profanate, bruciate e disperse nel corso della Rivoluzione francese.
Memoria liturgica di san Sigeberto: il 1º febbraio.

## Matrimonio e discendenza
Egli fu fidanzato inizialmente con Fridiburga, figlia del duca alemanno Gunzo. Successivamente sposò Inechilde, figlia di Bodilon di Treviri e Poitiers e di Sigrada di Verdun, che compare in parecchi documenti di donazioni, con la quale ebbe due figli:
- Dagoberto (ca. 652-679), re dei Franchi di Austrasia.
- Bilichilde (?-675), che sposò il re di tutti i Franchi, Childerico II.

## Ascendenza
|               |   |                     | Genitori            |  |  | Nonni |  |  | Bisnonni     |  |  | Trisnonni    |  |
|               |   |                     |                     |  |  |       |  |  | Chilperico I |  |  | Chilperico I |  |
|               |   |                     |                     |  |  |       |  |  | Chilperico I |  |  | Chilperico I |  |
|               |   | Aregonda            |                     |  |  |       |  |  | Chilperico I |  |  |              |  |
| Clotario II   |   |                     |                     |  |  |       |  |  | Chilperico I |  |  |              |  |
|               |   | Fredegonda          | …                   |  |  |       |  |  |              |  |  |              |  |
|               |   | Fredegonda          | …                   |  |  |       |  |  |              |  |  |              |  |
|               |   | Fredegonda          | …                   |  |  |       |  |  |              |  |  |              |  |
| Dagoberto I   |   | Fredegonda          |                     |  |  |       |  |  |              |  |  |              |  |
|               |   | Ricomero ?          | …                   |  |  |       |  |  |              |  |  |              |  |
|               |   | Ricomero ?          | …                   |  |  |       |  |  |              |  |  |              |  |
|               |   | Ricomero ?          | …                   |  |  |       |  |  |              |  |  |              |  |
| Bertrude      |   | Ricomero ?          |                     |  |  |       |  |  |              |  |  |              |  |
|               |   | Gertrude di Hamage? | Teodobaldo di Douai |  |  |       |  |  |              |  |  |              |  |
|               |   | Gertrude di Hamage? | Teodobaldo di Douai |  |  |       |  |  |              |  |  |              |  |
|               |   | Gertrude di Hamage? | …                   |  |  |       |  |  |              |  |  |              |  |
| Sigeberto III |   | Gertrude di Hamage? |                     |  |  |       |  |  |              |  |  |              |  |
|               | … | …                   |                     |  |  |       |  |  |              |  |  |              |  |
|               | … | …                   |                     |  |  |       |  |  |              |  |  |              |  |
|               | … | …                   |                     |  |  |       |  |  |              |  |  |              |  |
| …             | … |                     |                     |  |  |       |  |  |              |  |  |              |  |
|               |   | …                   | …                   |  |  |       |  |  |              |  |  |              |  |
|               |   | …                   | …                   |  |  |       |  |  |              |  |  |              |  |
|               |   | …                   | …                   |  |  |       |  |  |              |  |  |              |  |
| Ragnetrude    |   | …                   |                     |  |  |       |  |  |              |  |  |              |  |
|               |   | …                   | …                   |  |  |       |  |  |              |  |  |              |  |
|               |   | …                   | …                   |  |  |       |  |  |              |  |  |              |  |
|               |   | …                   | …                   |  |  |       |  |  |              |  |  |              |  |
| …             |   | …                   |                     |  |  |       |  |  |              |  |  |              |  |
|               |   | …                   | …                   |  |  |       |  |  |              |  |  |              |  |
|               |   | …                   | …                   |  |  |       |  |  |              |  |  |              |  |
|               |   | …                   | …                   |  |  |       |  |  |              |  |  |              |  |
|               |   | …                   |                     |  |  |       |  |  |              |  |  |              |  |

### Fonti primarie
- (LA)  Fredegario, FREDEGARII SCHOLASTICI CHRONICUM CUM SUIS CONTINUATORIBUS, SIVE APPENDIX AD SANCTI GREGORII EPISCOPI TURONENSIS HISTORIAM FRANCORUM.
- (LA)  Annales Marbacenses.

### Letteratura storiografica
- Christian Pfister, La Gallia sotto i Franchi merovingi. Vicende storiche, in Storia del mondo medievale - Vol. I, Cambridge, Cambridge University Press, 1978,  pp. 688-711.